# André Vingt-Trois
André Armand Vingt-Trois (Parijs, 7 november 1942 – aldaar, 18 juli 2025) was een Frans geestelijke en een kardinaal van de Rooms-Katholieke Kerk.
Vingt-Trois studeerde aan het seminarie van Saint-Sulpice d'Issy-les-Moulineaux en aan het Institut Catholique de Paris waar hij een licentiaat behaalde in moraaltheologie. Hij werd op 28 juni 1969 priester gewijd. Vervolgens verrichtte hij pastorale werkzaamheden in het aartsbisdom Parijs. Van 1981 tot 1988 was hij directeur van het seminarie van Saint-Sulpice d'Issy-les-Moulineaux, waar hij tevens hoogleraar was.
Op 25 juni 1988 werd Vingt-Trois benoemd tot hulpbisschop van Parijs en tot titulair bisschop van Thibilis. Zijn bisschopswijding vond plaats op 14 oktober 1988. Op 21 april 1999 werd hij benoemd tot aartsbisschop van Tours. Op 11 februari 2005 volgde zijn benoeming tot aartsbisschop van Parijs. Hij was van 2007 tot 2013 voorzitter van de Franse bisschoppenconferentie.
Vingt-Trois werd tijdens het consistorie van 24 november 2007 kardinaal gecreëerd. Hij kreeg de rang van kardinaal-priester. Zijn titelkerk werd de San Luigi dei Francesi. Hij nam deel aan het conclaaf van 2013.
Vingt-Trois was een van de drie voorzitters van de synode die over huwelijk en gezin in 2014 in het Vaticaan gehouden werd. Hij wees er toen op dat vele katholieke stellen zich er niet meer van bewust zijn dat het gebruik van kunstmatige anticonceptiva in plaats van natuurlijke methoden een zonde is en dat de heersende mentaliteit van anticonceptie in delen van de wereld ondertussen geleid heeft tot een sterke afname van het aantal geboorten met grote maatschappelijke en menselijke consequenties tot gevolg.
Vingt-Trois leed aan het syndroom van Guillain-Barré. Hij ging op 7 december 2017 met emeritaat.
Vingt-Trois overleed op 18 juli 2025 op 82-jarige leeftijd.
- Bibliothèque nationale de France: cb11928489w (data)
- Gemeinsame Normdatei: 127333207
- International Standard Name Identifier: 0000 0001 2126 6420
- Library of Congress Control Number: n89651575
- Nationale Bibliotheek van Israël: 987007300801605171
- Nederlandse Thesaurus van Auteursnamen: 067515088
- Istituto Centrale per il Catalogo Unico: PUVV192446
- Système universitaire de documentation: 027187535
- Virtual International Authority File: 32004208
- WorldCat: E39PBJwMwyPhTWrqtGqkVbtMyd